# Noturus taylori
Noturus taylori är en fiskart som beskrevs av Douglas 1972. Noturus taylori ingår i släktet Noturus och familjen Ictaluridae. IUCN kategoriserar arten globalt som sårbar. Inga underarter finns listade i Catalogue of Life.